# ジェニ・ウィリアムス
ジェンニ・ウィリアムズ（Jenni Williams、1962年4月1日 - ）はジンバブエの人権活動家でありWomen of Zimbabwe Arise Wozaの創設者であり、ロバート・ムガベ大統領政権に対する著名な批評家である。
ウィリアムズは南ローデシア（現ジンバブエ）のグワンダで、アイルランドとジンバブエ（マタベレランド）の両親から産まれた。彼女は主に母親のマーガレット・メアリー・ニー・マッコンビルに育てられる。マーガレットの父親はケリー県リストウェル出身のアイルランド人で、アーマー県からローデシアに移住した。彼は金探鉱者になり、マタベレ族のバーレジ・モヨと結婚した。彼女の父親はアイルランド人であった。
ウィリアムズは16歳の時に母親に言われて高校を中退し、兄弟たちを学校へ行かせるために働いた。1994年、彼女の長兄がエイズで亡くなった。
1994年から2002年まで、ウィリアムズが所有および率いる広報会社は、ジンバブエの商業農民組合を代表を務めた。これはウィリアムズの会社とムガベとの対立を生じさせ、土地改革の手段として白人所有の農場を押収するという彼の方針のためであった。ムガベが退役軍人に白人所有の農場を強制的に引き継ぐよう奨励した後、ウィリアムズは、彼女が人権侵害と呼んだものに抗議し始めた。彼女はまた、最高の農場がムガベの政治的同盟国に与えられたと主張した。結果として生じた警察への嫌がらせで、ウィリアムズは会社を閉鎖することを余儀なくされた。
2007年に国際勇気ある女性賞を受賞した。